# John Fröberg (konstnär)
John Edvin Fröberg, född 7 maj 1892 i Stockholm, död 6 februari 1956 i Huddinge, var en svensk porträtt och landskapsmålare.
Han var gift med Alma Naemi Karlson och far till Ingemar Fröberg.
Fröberg studerade vid Althins målarskola 1917–1918 och vid Wilhelmsons målarskola 1919 samt vid Konsthögskolan 1922–1923 och för Henry de Waroquier vid Académie Scandinave i Paris 1927–1928. Han vistades i Danmark 1931 för att studera Joakim Skovgaards konst och 1932 i Finland för att studera finländsk konst. Bland hans offentliga arbeten märks väggmålningen Himmelriket och fisknoten i Alfta församlingshus. Hans konst består av folklore från Hälsingland, religiösa motiv som bland annat publicerades i tidskriften Vår kyrka och spelmän i folkdräkter där tavlorna med Hans Wahlman (Pajas) och Anders Olsson (Tulpan) räknas till de främsta. John Fröberg är begravd på Tomtberga kyrkogård.